# Louis-Georges Tin
Louis-George Tin (Martinica, 1974) è uno scrittore, attivista per i diritti LGBT   francese impegnato nella lotta contro omofobia e razzismo.
Dopo la laurea all'École normale supérieure e il dottorato, insegna all'IUFM di Orléans e all'École des hautes études en sciences sociales.

## Lotta contro l'omofobia
Nel 1997, Louis-Georges Tin contribuisce alla fondazione di un'associazione studentesca all'École normale supérieure, Homonormalités. Nel 2003, dirige il Dictionnaire de l'homophobie, libro collettivo redatto da 75 autori, pubblicato con una prefazione di Bertrand Delanoë. Il Dizionario analizza l'omofobia attraverso le teorie (dalla teologia alla psicoanalisi, passando per antropologia e biologia), i protagonisti dell'omofobia, in qualità di vittime (come Oscar Wilde o Matthew Shepard) o di omofobi, gli ambienti sociali in cui l'omofobia è agita (famiglia, scuola, polizia, sport, etc.), i temi della retorica omofoba (anormalità, AIDS, sterilità, etc.), e infine la situazione di diversi paesi e regioni nel mondo.
Nel 2004, fonda un'associazione, An Nou Allé, che raggruppa i Neri omosessuali.
Nel 2005, un'altra delle associazioni da lui fondate, il Comitato IDAHO, lancia la Giornata internazionale contro l'omofobia e la transfobia.
Nel 2006, lancia un appello per la depenalizzazione universale dell'omosessualità. Il testo raccoglia le firme di molti premi Nobel: Desmond Tutu, Elfriede Jelinek, Dario Fo, Amartya Sen, José Saramago, e di altre personalità del mondo delle arti, della cultura e della politica.
La richiesta viene presentata nel dicembre 2008 all'Assemblea generale dell'ONU dalla Francia. Accolta da tutti i 27 paesi dell'Unione Europea, viene osteggiata dal Vaticano

## Pubblicazioni
- Dom Juan de Molière. Étude du texte, Louis-Georges Tin, Breal 1998.
- La guerre de Troie n'aura pas lieu de Jean Giraudoux. Étude du texte, Louis-Georges Tin, Breal, 1998.
- Séquence bac français histoire littéraire, Louis-Georges Tin, Breal, 2000.
- Homosexualités. Expression/répression, Louis-Georges Tin et Geneviève Pastre, Stock, 2000.
- Dictionnaire de l'homophobie sous la direction de Louis-Georges Tin, Puf, 2003.
- Anthologie de la poésie du XVIe siècle (en collaboration avec Jean Céard), Gallimard, 2005.
- Vivre à midi de Jean-Louis Bory, préface de Louis-Georges Tin, H&o, 2006.
- Le Théâtre catholique en France (en collaboration avec Henry Phillips et Aude Pichon), Champion, 2006.
- L'Invention de la culture hétérosexuelle, Éd. Autrement, 2008.
  - trad. it. a cura di Andrea Libero Carbone: L'invenzione della cultura eterosessuale, : duepunti edizioni, 2010 ISBN 978-88-89987-47-6
- Homosexualité : aimer en Grèce et à Rome, Sandra Boehringer et Louis-Georges Tin, Belles Lettres, 2010.

## Premi e riconoscimenti
- 2005: premio Homoedu - uno dell'anno
- 2005: Golden Tupilak Award (Stoccolma)
- 2006: Tolerantia Award (Berlino)
- 2006: Grizzly Award (Mosca)
- 2008: premio uomo dell'anno (Mosca)
- 2010: premio Slavic Pride (Mosca)